# Occator (cratère)
Pour les articles homonymes, voir Occator.
Occator est un grand cratère de 92 km de diamètre avec un pic central de 10 km de diamètre situé à la surface de l'astéroïde et planète naine (1) Cérès. Au sein de ce cratère se trouvent plusieurs taches claires à la nature au premier abord indéterminée, détectées par la caméra de la sonde spatiale Dawn. Le spectromètre embarqué à bord de l'engin spatial a permis d'identifier la nature de ces dépôts. Ils sont constitués par une accumulation de carbonate. La quantité de ce minéral présent sur le site dépasse tout ce qui peut être trouvé dans des formations similaires sur Terre. Occator est un cratère récent à l'échelle géologique avec un âge estimé à 80 millions d'années. La présence de carbonates sur Terre signale l'existence de phénomènes hydrothermaux ce qui implique la présence d'eaux chaudes. Le carbonate de Cérès suggère que l'intérieur de l'astéroïde est beaucoup plus chaud que ce qui était estimé par les scientifiques. Ceux-ci sont désormais certains que de l'eau à l'état liquide était présente sous la surface dans un passé récent à l'échelle géologique. Les sels visibles constituent des reliquats d'un océan ou de poches d'eau ayant atteint la surface.
Le cratère a été nommé d'après Occator, le dieu romain du hersage,  associé à Cérès, la déesse de l'agriculture et des moissons.

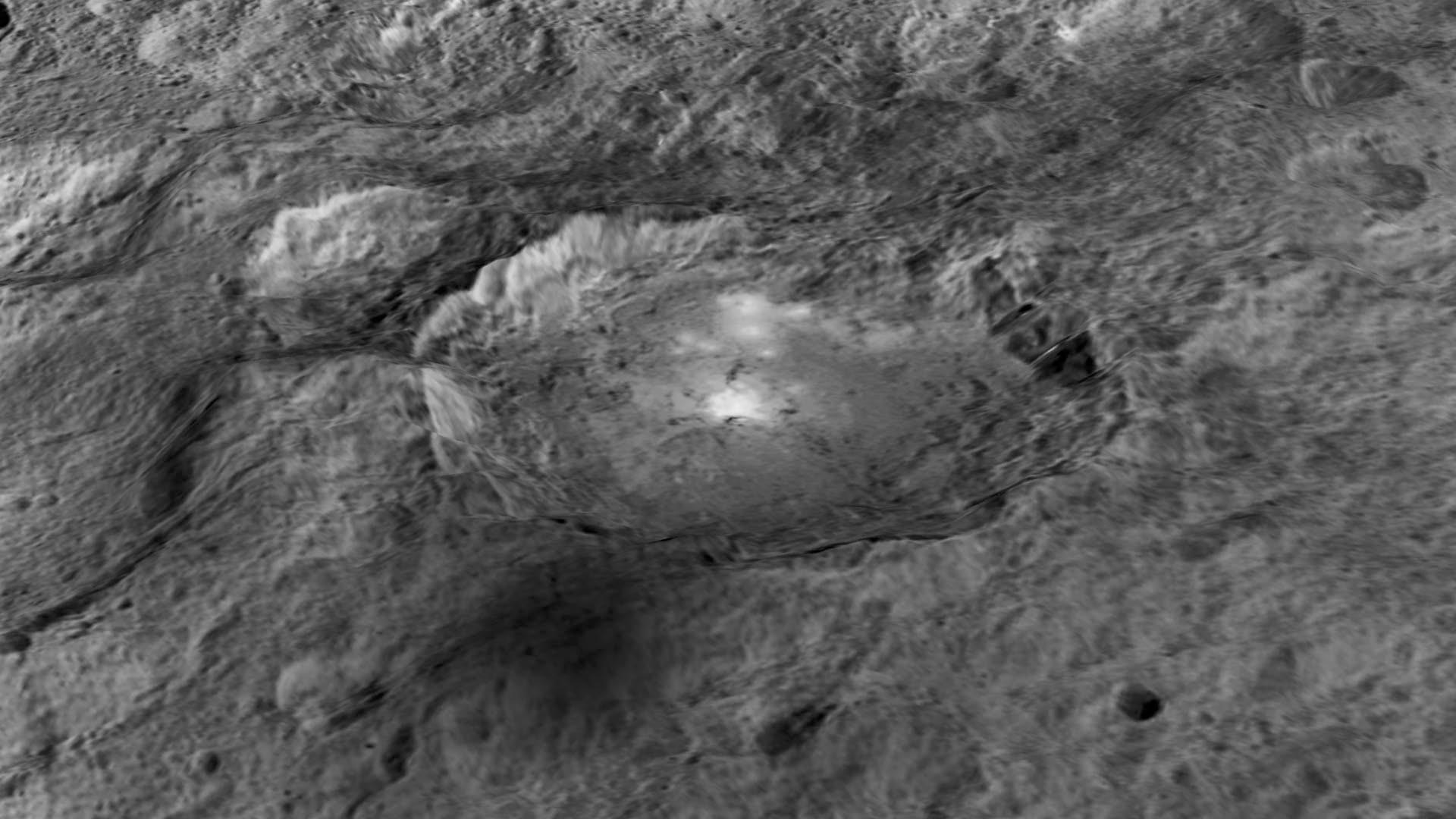
Modélisation 3D du cratère.